# Confederazione Svizzera (1803-1815)
La Confederazione Svizzera fu l'assetto politico della Svizzera in era napoleonica sotto il predominio dell'Impero francese, indicato dalla storiografia come Confederazione dei XIX cantoni.
Essa seguì la Repubblica Elvetica, una repubblica sorella della Francia rivoluzionaria, e fu seguita dopo il ripristino della libertà dalla Confederazione dei XXII cantoni (1815-1848).

## Storia
A seguito di un'insurrezione popolare contro le istituzioni della Repubblica Elvetica, fortemente centralistica, con l'Atto di Mediazione (19 febbraio 1803) Napoleone decise di abolirla e restaurare in sua vece una Confederazione svizzera con maggior potere ai cantoni. Ai 13 cantoni della Vecchia Confederazione se ne aggiunsero altri 6 che ottennero finalmente gli stessi diritti dei precedenti, per un totale di 19. Nell'atto napoleonico ognuno di questi aveva una propria costituzione; a questo elenco seguiva l'atto federale vero e proprio, ove si descrivevano i doveri reciproci e le garanzie riguardanti la Dieta federale.
I diritti delineati nell'Atto di Mediazione restituirono agli svizzeri la libertà in politica interna, e infatti il Canton Vallese che era strategico per l’imperatore ne fu escluso, mentre l’impero egemone manteneva il controllo sulla politica estera e militare.
L’atto di mediazione emanato ancora dalla Francia elencava prima le costituzioni cantonali e più quella federale. I cantoni storici ripresero le loro istituzioni locali, mentre quelli nuovi come il Canton Ticino vennero creati nella forma della democrazia. Differentemente dalla vecchia confederazione, tuttavia, tutti i cantoni diventavano uguali fra loro, vietando qualunque forma di soggezione e particolarità. Il governo centrale fu sciolto, ma venne mantenuto un Capo dello Stato a rotazione nella figura del Landamano significativamente dotato di poteri di politica estera e militare, ossia le materie che interessavano al dominatore francese che lo controllava.
La posizione della Confederazione iniziò a traballare assieme al potere di Napoleone, ovvero dopo la battaglia di Lipsia. Il 21 dicembre 1813 essa fu invasa dall'esercito austriaco e pochi giorni dopo, il 29 dicembre, la Dieta federale votò l'abolizione della costituzione del 1803.
Il 6 aprile 1814 fu convocata una nuova Dieta per stendere una nuova costituzione, ma i lavori si protrassero fino a dopo il Congresso di Vienna. Il Patto federale, che creava una nuova Confederazione Svizzera (indicata nella storiografia come Confederazione dei XXII cantoni), entrò in vigore il 7 agosto 1815; tale assetto sarebbe durato fino al 1848.